# Гунгаев, Далай Гынинович
Дала́й Гыни́нович Гунга́ев (7 декабря 1955, село Цокто-Хангил, Агинский Бурят-Монгольский национальный округ — 20 октября 2022) — советский и российский животновод.

## Биография
Родился 7 декабря 1955 года в семье потомственных овцеводов. После окончания школы работал в колхозе им. XXII партсъезда в комсомольско-молодежной овцеводческой бригаде «Толон».
В 1974–1976 гг. служил в Советской Армии.
С 1976 по 2016 год работал трактористом, помощником чабана, чабаном, старшим чабаном сельхозпредприятия, которое раньше называлось колхозом им.XXII партсъезда, а сейчас носит название агрокооператива «Цокто-Хангил» Агинского района Забайкальского края, где выращивают племенных овец. 
С 1986 года ухаживал за маточной отарой. Наряду с учёными и зооспециалистами участвовал в  выведении хангильского типа забайкальской тонкорунной породы овец. Добивался лучших показателей по выходу молодняка (не менее 110 ягнят на 100 овцематок) и его сохранности. 
С 2016 года на пенсии.

## Награды
- Герой Труда Российской Федерации (21 апреля 2016 года) — «за особые трудовые заслуги перед государством и народом»[1]
- почётное звание «Заслуженный работник сельского хозяйства Российской Федерации»
- почётная грамота Министерства сельского хозяйства Российской Федерации (2007)
- золотая медаль «За вклад в развитие агропромышленного комплекса» (2012)
- медаль «За заслуги перед Читинской областью» (2002)
- почётная грамота губернатора Забайкальского края (2011, 2013)